# كريستين ماير (سياسي)
كريستين ماير (بالنرويجية: Christine B. Meyer)‏ (و. 1964 – م) هي سياسية، وبروفيسورة، من النرويج، حزب المحافظين النرويجي.